# Margherita Durastanti

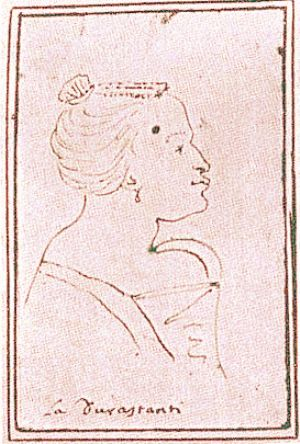
Eine Karikatur, die Margherita Durastanti während ihrer Zeit als prima donna des Teatro San Giovanni Grisostomo zeigt, zwischen 1709 and 1712.

Margherita Durastanti, fallweise auch Durastante, (geboren um 1680/85 in Venetien; gestorben nach 1734) war eine der berühmtesten italienischen Opernsängerinnen der ersten Hälfte des 18. Jahrhunderts. Sie sang in den Stimmlagen Sopran und Mezzosopran. Georg Friedrich Händel schrieb eine Reihe von Partien in Opern und Oratorien speziell für die Sängerin. Die Durastanti interpretierte Händel-Rollen in Rom, Venedig, London und Paris, sang aber auch in Opern, Oratorien und Serenaden von Ariosti, Baldassari, Bononcini, Caldara, Gasparini, Lotti, Pollarolo, A. Scarlatti, Ziani und anderen.

## Leben und Werk
Über Durastantis Leben ist – jenseits der künstlerischen Tätigkeit – nur wenig bekannt. Sie wurde mutmaßlich um 1680 bis 1685 in Venetien geboren. Erste Auftritte sind in Venedig und Mantua verzeichnet. In Venedig sang sie zu einem unbekannten Zeitpunkt des Jahres 1700 in einem nicht näher bezeichneten Pasticcio, jedoch ist im Libretto ein Gesangsensemble mit dem Namen „virtuosi della corte di Mantova“ [Virtuosen des Hofes von Mantua] verzeichnet. Im selben und im folgenden Jahr trat sie in zwei Opern ebendort – in Mantua – auf, im Jahr 1703 in Casale.
Ab 1707 stand sie im Dienste des Francesco Maria Marescotti Ruspoli (1672–1731), der 1709 von Papst Clemens XI. für militärische Verdienste um den Kirchenstaat in den Fürstenstand erhoben wurde und von da an Marchese von Cerveteri genannt wurde. Dieser beschäftigte – ebenfalls ab 1707 – für zwei Jahre als privaten Kapellmeister Georg Friedrich Händel. So kam es zur Begegnung von Sängerin und Komponisten. Die Duranstanti erhielt vom Ruspoli ein monatliches Salär von 20 Scudi und war die einzige der Sängerschaft, die von ihm regelmäßig entlohnt wurde.

### Sängerin Händels
1707 sang die Durastanti die Uraufführung der Armida abbandonata (HWV 105) und am Ostersonntag des Jahres 1708 die Maria Maddalena im Oratorio per la resurrettione di Nostro Signor Giesù Cristo (Oratorium über die Auferstehung unseres Herrn Jesus Christus; HWV 47), ebenfalls eine Uraufführung. Sie fand im Palazzo Bonelli ihres Dienstgebers Ruspoli unter Leitung von Arcangelo Corelli statt und wurde am folgenden Tag wiederholt (siehe Francesco Valesio: Diario di Roma). Das Oratorium erregte trotz des privaten Charakters der Produktion den päpstlichen Argwohn dadurch, dass eine Frau als Sängerin beteiligt war. Durastanti musste bei der Wiederholung am Ostermontag durch einen Kastraten namens Filippo oder Pippo ersetzt werden. Weiters warf man dem Werk vor, dass es sich als Oratorium musikalisch kaum von einer Oper unterscheide. Zu dieser Zeit waren – zwecks Hebung der Religiosität in der Stadt und zur Bekämpfung des allgemeinen sittlichen Niedergangs – alle Theater- oder Opernaufführungen untersagte. Eine Reihe von Rechnungsbelegen im Archivio Segreto Vaticano zeigen jedoch, dass Handwerksbetriebe mit dem Bau von Bühne und Dekorationen beauftragt waren und rund 1.500 gedruckte Libretti belegen, dass einschließlich dreier öffentlicher Proben etwa 300 Zuhörer pro Aufführung zugegen waren.
Sowohl die Armida abbandonata, als auch die Maria Maddalena wurden vom deutschen Komponisten, dem die Fama nachsagt, er sei in sie verliebt gewesen, eigens für ihre Stimme konzipiert. Weitere Werke Händels für die Durastanti waren die Kantaten  Arresta il passo (HWV 83) und O come chiare e belle (HWV 143), die französische Kantate Sans y penser und die spanische No se emenderá iamas. Ebenfalls für sie komponiert wurde Amarilli vezzosa „Il duello amoroso“ (HWV 82), uraufgeführt im August 1708 ebenfalls in Rom. Im August 1709 sang sie die Serenade Chi s’armadi virtù, vince ogni affanno von Caldara, im Rahmen eines Festes von Ruspoli im Palazzo Bonelli, bei dem drei Kardinäle anwesend waren.
Von 1709 bis 1712 war sie prima donna des Teatro San Giovanni Grisostomo, des damals ersten Opernhauses von Venedig, und verkörperte dort unter anderem die Titelpartie in Händels Agrippina. 1710 sind auch Auftritte in Bologna und Reggio nell’Emilia nachgewiesen, 1713 in Mailand und wiederum in Reggio nell’Emilia, 1714 in Parma, 1715 in Florenz und erneut in Rom. Im Herbst und Winter 1715/16 gastierte sie in Neapel, wo sie gemeinsam mit dem berühmten Kastraten Senesino auftrat und in Opern von Gasparini, Lotti, Pollarolo, A. Scarlatti und Ziani Triumphe feierte.
1719 gastierte sie – mit fürstlichem Honorar – gemeinsam mit Giuseppe Maria Boschi, Senesino und Vittoria Tesi in Dresden. Das Gastspiel wurde wegen Unstimmigkeiten zwischen Senesino und dem kurfürstlich-sächsischen Kapellmeister Johann David Heinichen abgebrochen und die gesamte Compagnie von August dem Starken entlassen. Daraufhin wurde die Truppe umgehend von Händel nach London verpflichtet.

### Jahre in England
Margherita Durastanti ist die Sängerin, die am längsten mit Händel zusammen gearbeitet hat und ihm auch in schweren Zeiten treu geblieben ist. Insgesamt wurde sie dreimal von ihrem Freund Giorgio nach London verpflichtet, zweimal in der Zeitspanne 1720 bis 1724 und ein drittes Mal in der Spielzeit 1733/34 – den letzten nachgewiesenen Auftritten ihrer Laufbahn.
Im Herbst des Jahres 1721 und/oder im darauffolgenden Winter sang sie in München, im Mai 1722 ist ein Auftritt im Oratorium La santità riconciliata col mondo von Pietro Baldassari im Teatro Marsigli-Rossi von Bologna nachgewiesen. In der zweiten Jahreshälfte 1722 kehrte sie nach London zurück.
Die zweite Londoner Phase umfasst Auftritte vom 4. Dezember 1722 – als Rossane in Händels Floridante – bis 13. Juni 1724 – als Lincestes in Ariostis Aquilio. Sie könnte aber auch bereits im November 1722 in Bononcinis Ciro aufgetreten sein. Nach dem Ende ihrer Verpflichtungen in London reiste sie mit Kollegen nach Paris und sang dort in Privatvorstellungen im Hause von Pierre Crozat in den Händel-Opern Ottone und Giulio Cesare in Egitto.

### Charakteristik der Stimme
Zwar hatte ihre Stimmen den klassischen Tonumfang eines Soprans, war jedoch in der Färbung dunkler und ähnlicher einem Mezzosopran und erweiterte sich auch im Lauf der Jahre in der Tiefe. Vielleicht ergab sich dadurch ihr großer Erfolg insbesondere in Hosenrollen, die für sie von Händel und anderen Komponisten geschrieben wurden. Ihre Vielseitigkeit erlaubte der Durastanti die Interpretation von Rollen, die in Charakter und Tessitur völlig unterschiedlich angelegt waren. Eine besondere Gabe war die Interpretation von Arien im Dialog mit einem Instrument. Beispielhaft war ihre Gestaltung der Arie Figlio di un bel valore im Astarto von Bononcini (1720), nur begleitet von einem Violoncello.
Die Durastanti wurde auch vielfach Zielscheibe von Hohn, Spott und Karikaturen, die sich insbesondere auf ihr Übergewicht bezogen.
Ab 1734 verlieren sich alle Spuren. Über ihr weiteres Leben, den Zeitpunkt und den Ort ihres Todes sowie über ihr Grab ist nichts bekannt.

## Anmerkung
1. ↑  Roberto Staccioli schreibt im Dizionario Biografico degli Italiani, der Papst wäre persönlich bei der Uraufführung anwesend gewesen. In diesem Falle hätte die Besetzung der Maria Magdalena mit der Durastanti einen massiven Affront gegen den Heiligen Vater dargestellt, da dieser per Dekret den Einsatz von weiblichen Stimmen untersagt hatte.

| Personendaten    | Personendaten                                                    |
| ---------------- | ---------------------------------------------------------------- |
| NAME             | Durastanti, Margherita                                           |
| ALTERNATIVNAMEN  | Durastante, Margherita                                           |
| KURZBESCHREIBUNG | italienische Opernsängerin der Stimmlagen Sopran und Mezzosopran |
| GEBURTSDATUM     | um 1680                                                          |
| GEBURTSORT       | Venetien                                                         |
| STERBEDATUM      | nach 1734                                                        |